# Cantón de Montpellier - Castelnau-le-Lez
El cantón de Montpellier - Castelnau-le-Lez es una división administrativa francesa, situada en el departamento del Hérault y la región Occitania.

## Composición
Desde 2014, el cantón de Montpellier - Castelnau-le-Lez se compone de una part de Montpellier y de 4 comunas:
- Montpellier (part)
- Castelnau-le-Lez
- Clapiers
- Jacou
- Montferrier-sur-Lez

|  |  |